# Cloruro de titanio(II)
El cloruro de titanio(II) es un compuesto químico de fórmula TiCl₂. Este sólido negro solo se ha estudiado moderadamente, probablemente debido a su alta reactividad. El Ti(II) es un fuerte agente reductor con gran afinidad por el oxígeno, que reacciona irreversiblemente con el agua para producir hidrógeno. Su preparación habitual es la desproporción térmica de TiCl₃ a 500 °C. La reacción se produce por la pérdida de TiCl₄ volátil:
2 TiCl3 → TiCl2 + TiCl4
El método es similar al de la conversión de VCl3 en VCl2 y VCl4 .
El TiCl2 cristaliza como la estructura estratificada CdI2. Así, los centros de Ti(II) están coordinados octaédricamente a seis ligandos cloruro.  

## Derivados
Se conocen complejos moleculares como TiCl2 (chel)2, donde chel es DMPE (CH3)2 PCH2 CH2 P(CH3)2 y TMEDA ((CH3)2 NCH2CH2N(CH3)2).  Estas especies se preparan mediante reducción de complejos relacionados Ti(III) y Ti(IV).
Se han observado efectos electrónicos inusuales en estas especies: TiCl2[(CH3)2PCH2CH2P(CH3)2]2 es paramagnético con un estado fundamental triplete, pero Ti(CH3)2[(CH3)2PCH2CH2P(CH3)2]2 es diamagnético. 
Un derivado de estado sólido de TiCl2 es Na2 TiCl4, que se ha preparado mediante la reacción del metal Ti con TiCl3 en un flujo de NaCl.Esta especie adopta una estructura de cadena lineal en la que nuevamente los centros Ti(II) son octaédricos con haluros axiales terminales. 